# كلوريس ليتشمان
كلوريس ليتشمان (ولدت في 30 أبريل 1926 - 26 يناير 2021)، ممثلة أمريكية عملت في المسرح والسينما والتلفزيون، امتدت مسيرتها المهنية على مدى سبعة عقود. فازت بثمانية جوائز إيمي برايم تايم (من أصل 22 ترشيحاً ما يجعلها أكثر من حصلوا على ترشيحات بجانب جوليا لوي درايفوس، وأكثر ممثلة حصلت على جوائز إيمي في تاريخ الجائزة)، وجائزة إيمي داي تايم، وبجائزة الأكاديمية البريطانية للسينما وبجائزة غولدن غلوب، وجائزة الأوسكار لأفضل ممثلة في دور ثانوي عن دورها في فيلم آخر عرض صور (1971).
ولدت ونشأت في دي موين في ولاية أيوا الأمريكية. والتحقت بجامعة نورثويسترن، وبدأت التمثيل في مسرحيات محلية في سن المراهقة. وبعد المشاركة في مسابقة ملكة جمال أمريكا في عام 1946، حصلت على منحة للدراسة لدى إيليا كازان في ستوديو الممثلين في مدينة نيويورك، مما قادها إلى أول أعمالها عام 1948.
مثلت في أفلام سينمائية عديدة منها «آخر عرض صور» للمخرج بيتر بوغدانوفيتش عام 1971 في دور امرأة سئمة لمدرس مثلي في الخمسينات. وفازت عن ذلك الدور بجائزة أوسكار لأحسن ممثلة في دور ثانوي، وجائزة بافتا لأفضل ممثلة في دور ثانوي. واعتبر ذلك الفيلم من أفضل الأفلام في التاريخ. وكانت جزءا من فريق عمل المخرج ميل بروكس، فظهرت في دور فراو بلوشر في «فرانكنشتاين الشاب» عام 1974 ودور مدام ديفارج في «تاريخ العالم الجزء الأول» عام 1981.
فازت بجوائز إيمي أخرى عن عملها في الفيلم التلفزيوني «حياة جديدة تماما» عام 1973، وبرنامج «شير» الذي يقدم اسكتشات متنوعة عام 1975، ومسلسل شبكة إيه بي سي «المرأة التي أرادت معجزة» في عام 1983، والبرامج التلفزيونية «الأرض الموعودة» 1998، و«مالكوم في المنتصف» 2001-2006.
أما أعمالها التي تلقت عنها أفضل نقد في مجال السينما والتليفزيون فهي «منطقة الشفق» 1961-2003، «باتش كاسيدي وطفل ساندانس» 1969، «ووسو» 1970، «الأمس» 1981، النسخة الإنجليزية من فيلم «قلعة في السماء» 1998 من ستوديوهات غيبلي، و«الإنجليزي الإسباني» 2004، و«مسز هاريس» 2005.
نشرت ليتشمان مذكراتها في عام 2009 واستمرت في التمثيل في أعمال متباعدة.

## حياتها المبكرة
ولدت في 30 أبريل 1926 في مدينة دي موين عاصمة ولاية آيوا في الولايات المتحدة الأمريكية. وهي أكبر ثلاث شقيقات. وتنحدر جدتها لأمها من منطقة بوهيميا في التشيك. والدتها هي كلوريس (مولودة بلقب والاس) وأبوها بيركلي كليببورن «باك» ليتشمان.
عمل أبوها في شركة خشب مملوكة للعائلة. وكانت شقيقتها الوسطى كليربورن كاري ممثلة ومغنية. وشقيقتها الصغرى ماري لم تعلم في مجال الاستعراض.
إلتحقت بمدرسة تيودور روزفلت الثانوية، ثم إلتحقت جامعة ولاية إيلينوي وجامعة نورث وسترن وتخصصت بالدراما.
وفي الجامعة صارت عضوا في أخوية «جاما بي بيتا» وكانت زميلة دراسة لكل من بول ليند وشارلوت راي، الذي صارا ممثلين كوميديين لاحقا.
بدأت الظهور على شاشات التليفزيون في الأفلام وذلك بعد فترة قصيرة من مشاركتها بمسابقة ملكة جمال أمريكا وملكة جمال إيلينوي عام 1946، وقبل ذلك كانت نشطة بمشاركتها على مسرح دي موين. قدمت أول عمل لها عام 1948، وتوالت أعمالها.

## المهنة

### المهنة المبكرة
بعد فوزها بمنحة في مسابقة ملكة جمال أمريكا، حيث حلت في المركز السادس عشر، درست ليتشمان التمثيل على يد إيليا كازان في ستوديو الممثلين في مدينة نيويورك. واختيرت ممثلة بديلة لنيلي فوربوش خلال مسلسل «جنوب الباسيفيكي» لرودجر وهامرشتاين.
وبعد سنوات قليلة ظهرت في إنتاج برودواي لمسرحية «عد يا شيبا الصغير» لويليام إنج، لكنها تركتها قبل أن تصل إلى برودواي، عندما طلبت منها كاثرين هيبورن مشاركتها البطولة في مسرحية «كما تشاء» لويليام شيكسبير.
واختيرت ليتشمان بالتحديد لدور أبيغيل ويليامز في مسرحية «المحنة» لآرثر ميلر. وعرضت المسرحية لمدة أربعة عروض تمهيدية في مسرح بلايهاوس في ولمنغتون في ولاية ديلاوير من 15 إلى 17 يناير 1953، قبل افتتاحها في برودواي في 22 يناير. لكن ليتشمان تركت المسرحية في اليوم السابق للافتتاح في ولمنغتون، وحلت مكانها مادلين شيروود. وقد حصلت ليتشمان على دعاية ضحمة بسبب افتتاح المسرحية وظل اسمها في البرنامج المطبوع، مع لافتة أمام شباك التذاكر بالتغيير الموجود.
ظهرت ليتشمان في العديد من مسلسلات التلفاز في الخمسينات، منها برنامج «إثارة» و«ستوديو وان». وأدت دور الأم لثاني معلمي تومي (جون بروفوست) لمدة قصيرة، إلى أن استبدلت بجون لوكهارت بسبب خلاف في العقد.
أول أفلامها كان فيلم «قاعة كارنيغي» عام 1947، لكن حصلت على دور البطولة في  فيلم «قبلني بشدة» وهو فيلم كلاسيكي أبيض وأسود للمخرج روبرت ألدريتش، والذي أصدر عام 1955. وكانت حاملا لمدة شهور خلال تصوير الفيلم، وظهرت في أحد المشاهد تجري نازلة طريقا سريعا مظلما مرتدية معطف خندق فقط.
وبعد عام ظهرت في فيلم «المخلعة» عام 1956 أمام بول نيومان ولي مارفن.
ظهرت مع نيومان ثانية في دور قصير في فيلم «باتش كاسيدي وطفل ساندانس» عام 1969.
استمرت في العمل بشكل أساسي في التلفزيون وظهرت في: «روهايد» و«منطقة الشفق» في حلقة بعنوان «هي حياة جيدة»، وكذلك في التتمة «ما زالت حياة جيدة» في إعادة إحياء هذه الأعمال في عامي 2002 و2003. وخلال تلك الفترة ظهرت ليتمان أمام جون فورسايث في الثلاثية الشعبية «ألفريد هيتشكوك يقدم» في حلقة بعنوان «ذخيرة أولى». ولاحقا ظهرت بدور روث مارتن هي أم تيمي مارتن بالتبني، في النصف الأخير من الموسم الرابع لمسلسل «لاسي» عام 1957. وقال جون بروفوست الذي لعب دور تيمي: «لم تشعر كلوريس بالتحدي في الدور. وأساسا عندما أدركت أن أنها ستقوم بخبز الكعك، أرادت المغادرة». وحلت محلها جون لوكهارت في عام 1958.
وفي نفس العام ظهرت في حلقة من مسلسل «خلف للخلف» بعنوان «الغرفة المظلمة»، والتي جسدت فيها شخصية مصورة فوتوغرافية تعيش في باريس.
وفي عام 1960 مثلت دور مارلين باركر زميلة غرفة لشخصية جانيس رول - إيلينا ناردوس - في حلقة من مسلسل «كش ملك» بعنوان «قناع الانتقام».
وفي عام 1966 حلت ضيفة شرف في مسلسل «بيري ماسون» في دور غلوريا شاين في حلقة بعنوان «قضية الخاطف الماكر».
وفي أواخر السبعينات مثلت دور البطولة في حلقة من مسلسل «تلك الفتاة» في دور ساندي أخت دون هولينغر.

## الجوائز
حصلت على الأوسكار لأفضل ممثلة في دور ثانوي عن دورها في فيلم «آخر عرض صور» عام 1971، المقتبس من كتاب ناجح للاري ماكمورتي. ولعبت دور روث بوببر وهي زوجة مهملة لمدرس ألعاب رياضية بمدرسة رياضية، والتي أقامت علاقة مع الشخصية التي جسدها تيموثي بوتومز. وتبنأ المخرج بيتر بوغدانوفيتش خلال التصوير بأنها ستفوز بجائزة أوسكار عن أدائها. وكان الدور أساسا معروضا على الممثلة إيلين بيرستين، لكنها أرادت دورا آخر في الفيلم.
وفازت ليتشمان بثماني جوائز إيمي لوقت الذروة وواحدة إيمي لوقت النهار ورشحت لأكثر من عشرين مرة، أبرزهم كان عن تجسيدها لشخصية فيليس ليندستورم في «برنامج ماري تايلور مور».
وكانت ليتشمان شخصية متكررة الظهور في البرنامج لعدة سنوات، وبالتالي رشحت لدور البطولة في مسلسل «فيليس» الذي استمر من عام 1975 حتى 1977، والذي فازت عنه ليتشمان بجائزة غولدن غلوب. واستمر عرض المسلسل لمدة عامين، وتوقف بسبب وفاة ثلاث ممثلين بأدوار منتظمة أو متكررة الظهور وهم: باربرا كولبي (ماتت في ظروف غامضة في حديقة لوس أنجلوس)، وجوديث لوري، وبيرت موستن.
وفي عام 1977 حلت ضيفة على مسلسل «برنامج الدمية». وفي عام 1987 فازت بجائزة سارة سيدونز لعملها في مسرح شيكاغو. وفي عام 1987 استضافت إصدارات الفيديو لـ «روك المدرسة المنزلية». وجسدت دور الساحرة الشريرة غريزيلدا في إنتاج ديزني لقصة هانسل وغريتل في فيلم بعنوان «حكاياة كانون». وفي عام 1986 عادت إلى التلفزيون وحلت محل شارلوت راي في دور إدنا غاربت في مسلسل «حقائق الحياة». ولم يستطع تجسيد ليتشمان لدور أخت إدنا – بيفرلي آن ستيكل – أن ينقذ المسلسل طويل العرض، وألغي لاحقا بعد عامين.
وأدت أدوارا صوتيه في العديد من أفلام الرسوم المتحركة منها:
- «مهري الصغير: الفيلم» (في دور الساحرة الشريرة من بركان غلوم).
- «قزم في سنترال بارك» (في دور الملكة نورغا)
- «العملاق الحديدي جين».
- «قلعة في السماء» في عام 1986 من إخراج هاياو ميازاكي (وكان من أشهر أدوارها الصوتية في دور قرصانة السماء المشاكسة دولا. وقد تم دبلجة هذا العمل في ديزني في عام 1988.

مثلت ليتشمان دور الجدة إيدا وهي سلافية كندية في مسلسل سيتكوم بعنوان «مالكوم في المنتصف» في شبكة فوكس، وفازت عنه بجائزة إيمي لأفضل أداء لممثلة في دور شرفي في مسلسل كوميدي عام 2006. ورشحت لتلك الجائزة عن تلك الشخصية لست سنوات متتالية.
مثلت في أعمال تليفزيونية أخرى منها «فتيات الشاطئ» مع روب لو وجوليا أورموند. ورشحت لجائزة نقابة ممثلي الشاشة (ساغ) لأدائها دور مغنية جاز سابقة مدمنة لشرب النبيذ وجدة إيفلين في فيلم «الإنجليزي الإسباني» من إنتاج شركة سوني أمام آدم ساندلر وتيا ليوني. وقد حلت محل آن بانكروفت المريضة في ذلك الدور. وقد لم هذا الفيلم شملها مع جيمس إل بروكس كاتب ومخرج ومنتج «برنامج ماري تايلور مور».
وفي نفس العام ظهرت مع آدم ساندلر مرة أخرى في إعادة فيلم «الياردة الأطول».
وظهرت في كوميديا كورت راسل بعنوان «سماء عالية» في دور ممرضة مدرسية ذات قدرة بصرية بأشعة إكس.
وفي عام 2005 حلت ضيفة شرف في دور نورما جارة شارلي هاربر في حلقة بعنوان «مدام وصديقها الخاص» ضمن مسلسل «رجلان ونصف».
وفي عام 2006 مثلت في فيلم «السيدة هاريس» من إنتاج شبكة إتش بي أو مع السير بن كنغزلي وأنيت بيننغ، وحاز دورها على ترشيح لجائزة إيمي للأداء المتميز لممثلة في دور ثانوي في مسلسل قصير أو فيلم تلفزيوني، وكذلك على ترشيح لجائزة نقابة ممثلي الشاشة (ساغ) للأداء المتميز لممثلة في مسلسل قصير أو فيلم تلفزيوني.
وفي 15 مايو 2006 حصلت على لقب الدكتوراه الفخرية في الفنون الجميلة من جامعة دريك.
وخلد اسمها في قاعة مشاهير أكاديمية التلفاز في عام 2011. وفي نفس العام حلت في المرتبة الـ 23 في قائمة «أكثر النساء إضحاكا في التلفزيون» التي تصدرها مجلة شبكة دليل التلفزيون.
وفي 20 يونيو 2014 حصلت ليتشمان على درجة فخرية من جامعة نورثويسترن.
وفي عام 2017 حصلت على جائزة بيتا لإنجاز العمر تكريما لدورها ودأبها في الدفاع عن حقوق الحيوان.
حصلت على نجمة في ممشى مشاهير هوليوود في فئة التلفزيون في 22 سبتمبر 1980 في رقم 6435 شارع هوليوود.

## ميل بروكس
ظهرت ليتشمان في ثلاثة أفلام لميل بروكس منها «فرانكنشتاين الشاب» عام 1974، ومثلت فيه دور فراو بلوشر التي يتسببب ذكر اسمها في صهيل الخيول (وكان ذلك تكريما لنمط الشخصية السينمائية الشريرة، وادعت ليتشمان أن ميل بروكس أخبرها أن بلوشر كانت المرادف الألماني لكلمة صمغ رغم أنها ليست كذلك).
وكذلك فيلم «قلق عالي» في عام 1977 في دور ممرضة شريرة مختلة عقليا واسمها شارلوت ديزل.
والفيلم الثالث هو «تاريخ العالم: الجزء الأول» في دور مدام ديفارج.
وفي عام 1989 مثلت ليتشمان في مسلسل سيتكوم لبروكس بعنوان «منزل نات» في دورين هما مدبرة الفندق مسز فريك (وهو تنويع لدور فراو بلوشر) ومسز نات وهي المالكة الخرفة للفندق.
وتقدمت لاختبار أداء من أجل إعادة دورها في فيلم «فرانكنشتاين الشاب» في إنتاج برودواي عام 2007 أمام ميغان مولالي (التي حلت محل كريستين تشينوويث) وروجر بارت، لكن أندريا مارتن حصلت على الدور بدلا منها. وقد صرح بروكس حينها أن ليتشمان ذات الـ 81 عاما قد كبرت جدا على الدور وأضاف: «لا نريد رؤيتها تموت على المسرح» وفق ما صرح به كاتب المقالات أرمي أرتشيرد، وقد أثار ذلك الكلام استياء ليتشمان.
ورغم ذلك وبسبب مشاركتها في برنامج «الرقص مع النجوم»، فقد روي أن بروكس سألها أن تعيد أداء دورها في شخصية فراو بلوشر في فيلم «فرانكنشتاين الشاب» من إنتاج برودواي بعد رحيل بيث ليفل، والتي خلفت مارتن. وقد توقف العمل قبل أن يتم جعل هذا ممكنا.

## الرقص مع النجوم
شاركت ليتشمان في برنامج الرقص مع النجوم في عام 2008 متسابقة في الموسم السابع، في ثنائي مع كوركي بالاس، وهو أكبر المحترفين وأب الحاصل على اللقب مرتين مارك بالاس.

## مشاريع متأخرة
لعبت دور ميمو في فيلم «أستطيع فقط التخيل» والذي يدور عن قصة أغنية بنفس الاسم لفرقة «ميرسي مي».

## الحياة الشخصية
كانت متزوجة من جورج إنغلوند بين عامي 1935 و1979 ، وكان يعمل مقاول إنتاج في هوليوود. وكانت حماتها السابقة هي الممثلة ميبل ألببرتسون. ونتج عن الزواج أربع أبناء وبنت: برايان (مات عام 1986) ومورغان وآدم وديناه وجورج. بعضهم عمل في مجال الاستعراض. ولعب ابنها مورغان دول ديلان في مسلسل «الضوء المرشد» لعدة أعوام.
وسكنت عائلة إنغلوند في ضاحية بيل إير في لوس أنجلوس بولاية كاليفورنيا، وكانوا جيرانا لجودي غارلاند وسيد لوفت وأطفالهم لورنا وجودي لوفت خلال ستينات القرن العشرين. وقالت لورنا لوفت في مذكراتها المعنونة «أنا وظلالي: مذكرات عائلية» أن ليتشمان كانت «من نوع الأم الذي لا أراه إلى على شاشة التلفزيون». كانت تعرف بشأن الاضطرابات في منزل لوفت لكنها لم تذكرها قط، وكانت تعد الوجبات للأطفال وتشعرهم بالراحة حينما يحتاجون لمكان يقيمون فيه.
كانت ليتشمان صديقة أيضا لمارلون براندو، التي التقته أثناء دراستها على يد إيليا كازان في الخمسينات من القرن العشرين. وقدمته إلى زوجها، الذي أصبح مقربا من براندو أيضا، وعمل معه في فيلم «الأمريكي القبيح» وكتب مذكرات عن صداقتهما بعنوان «مارلون براندو: الطريقة التي لم تفعل من قبل» عام 2005.
تموضعت ليتشمان عارية في صورة غلاف مجلة «ألترناتيف ميديسين دايجيست» في عام 1997، بجسد مطلي بصور الفواكه، وكان ذلك في محاكاة ساخرة من الصورة العارية للممثلة الأمريكية ديمي مور على غلاف مجلة «فانيتي فير».
وبصفتها نباتية، فقد تموضعت أيضا عارية مغطاة بأوراق الخس في إعلان لبيتا في عام 2009. وكذلك قامت في إعلان كوميدي لبيتا عام 2013 يدعو للتعقيم بفتح غطاء واقي ذكري بأسنانها.
وقد كانت كلوريس ليتشمان ملحدة.
نشرت مذكراتها بعنوان «كلوريس: مذكراتي» في مارس 2009. وشاركها في كتابته زوجها السابق إنغلوند. ولاقي الكتاب نجاحا كبيرا.
حفيدة ليتشمان هي أنابيل إنغلوند وهي مغنية. وبالإضافة لأنابيل فلديها أحفاد آخرون وابن حفيد واحد هو برادن.

## وفاتها
توفيت كلوريس ليتشمان في 27 يناير 2021 وفاة طبيعية في منزلها في مدينة إنسينيتاس في ولاية كاليفورنيا، عن عمر 94 عاما. وقد اختلف في تاريخ وفاتها بين يومي 26  و27 يناير.

## روابط خارجية
- كلوريس ليتشمان على موقع IMDb (الإنجليزية)
- كلوريس ليتشمان على موقع الموسوعة البريطانية (الإنجليزية)
- كلوريس ليتشمان على موقع روتن توميتوز (الإنجليزية)
- كلوريس ليتشمان على موقع ألو سيني (الفرنسية)
- كلوريس ليتشمان على موقع ميوزك برينز (الإنجليزية)
- كلوريس ليتشمان على موقع تيرنر كلاسيك موفيز (الإنجليزية)
- كلوريس ليتشمان على موقع أول موفي (الإنجليزية)
- كلوريس ليتشمان على موقع قاعدة بيانات برودواي على الإنترنت (الإنجليزية)
- كلوريس ليتشمان على موقع قاعدة بيانات الأفلام السويدية (السويدية)
- كلوريس ليتشمان على موقع إن إن دي بي (الإنجليزية)